# Aspern (pel·lícula)
Aspern és una pel·lícula francesa-portuguesa dirigida per Eduardo de Gregorio, estrenada el 1985, basada en la novel·la de Henry James Els papers d'Aspern i remake de la pel·lícula estatunidenca The Lost Moments. Els exteriors foren rodats a Portugal.

## Sinopsi
Una editorial francesa delega a Lisboa un dels seus experts, Jean Decaux, amb l'objectiu de posar-se a les mans de documents inèdits del desaparegut Jeffrey Aspern, famós novel·lista dels anys 1930. Els editors entenen que aquests papers estan en mans de Juliana Barther, l'amant d'Aspern, a casa de la qual va morir l'escriptor. Utilitzant subterfugis, Jean convenç a la Juliana de llogar-li una habitació. Viu com una reclusa amb la seva neboda Tita, una soltera austera. No obstant això, Jean estableix vincles d'amistat amb aquesta, li revela el motiu de la seva presència i obté la seva ajuda en les seves investigacions. Però, després de ser sorprès per la Juliana mentre remenava les seves pertinences, marxa de casa perquè el temps tranquil·litzi l'esdeveniment. Quan torna, la Tita li diu que la Juliana és morta i que està en possessió dels famosos manuscrits. Aleshores li ofereix un tracte estrany: a canvi dels cobejats papers, vol trobar la felicitat convertint-se en la seva dona. Quan es nega, de seguida crema tots els manuscrits.

## Repartiment
- Jean Sorel: Jean Decaux
- Bulle Ogier: Tita
- Alida Valli: Juliana Barther
- Ana Marta: Anna
- Teresa Madruga: Olimpia
- Humbert Balsan: l'éditor

## Estrena
La pel·lícula fou presentada a la Quinzena dels Directors del 35è Festival Internacional de Cinema de Canes.